# Media Tasting
Das Media Tasting ist ein in Stuttgart sowie online jährlich ausgerichteter Fachkongress für Entscheider und Experten der Medien- und Kommunikationsbranche in Deutschland. Die Teilnehmer rekrutieren sich größtenteils aus Fernsehsendern und Streaminganbietern, Netzbetreibern, Verlagen, Agenturen und Beratungsunternehmen sowie Politik und Verbänden.
In Abgrenzung zu den mehrtägigen Großveranstaltungen der Branche wie Medientage München oder Dmexco mit tausenden Teilnehmern setzt das Media Tasting auf einen ausgewählten Teilnehmerkreis und ein dynamisches Präsentationskonzept: An das Prinzip einer Weinprobe angelehnt, werden den Teilnehmern relevante Change- und Innovationsthemen in kurzen Vortrags- und Talk-Impulsen vorgestellt. Im Anschluss erhält jeder Gast die Möglichkeit, aus dem Themenangebot eine individuelle Vertiefung zu wählen. Der LfK-Jahresempfang und ein Tasting des internationalen Weinwettbewerbs Mundus Vini runden die Veranstaltung ab.
Als ganzjähriger, rein digitaler Ableger der Media Tastings haben sich seit 2019 die Tasting Talks etabliert; eine halbstündige Online-Talkreihe zu aktuellen Branchenthemen.
Das Media Tasting wird gefördert vom Land, der Medien- und Filmgesellschaft Baden-Württemberg (MFG), der Landesanstalt für Kommunikation Baden-Württemberg (LfK) sowie Sponsoren der Industrie. Veranstalter ist die Apfel Programm Marketing GmbH aus Neustadt an der Weinstraße.

## Geschichte
Vorläufer des Media Tastings war der Fachkongress TV Komm in Karlsruhe, von 2008 bis 2016 veranstaltet durch die Messe Karlsruhe. 2016 wurde die Veranstaltung erstmals in Stuttgart vom neuen Veranstalter Apfel Programm Marketing GmbH unter neuem Namen und mit neuem Konzept präsentiert, zunächst unter dem Titel „Change Media Tasting by TV Komm“, in der Folge als „Media Tasting“.